# Новосибирская государственная областная научная библиотека
Новосиби́рская госуда́рственная областна́я нау́чная библиоте́ка (НГОНБ) — областная библиотека, открытая в октябре 1929 года при институте народного хозяйства, числилась как краевая научная библиотека. Расположена в центральном районе города Новосибирска. Является центральной государственной библиотекой Новосибирской области, региональным центром по работе с книжными памятниками, крупнейшим информационным, культурным и научно-методическим центром. Книжный фонд библиотеки составляет 1,2 мил единиц хранения. В библиотеке оборудованы комфортные рабочие зоны для индивидуальной и групповой работы, а также для проведения массовых мероприятий.

## Расположение
С 1932 года — библиотека размещалась в помещении клуба им. Сталина. Расширение площадей позволило усложнить структуру организации. Если в первые годы в библиотеке функционировали только отделы комплектования и учета, обработки и каталогов, книгохранения, то к 1934 г. к ним добавились читальный зал, библиографический отдел. К 1940 году штат сотрудников вырос до 36 человек.
С 1934 по 1985 год — фонд библиотеки хранился в «Доме культуры Октябрьской революции».
В 1950 году — библиотеке было предоставлено в аренду здание на Красном проспекте, 26 (ныне его занимает Новосибирская областная юношеская библиотека).
В сентябре 1985 года — состоялось открытие библиотеки в новом здании по улице Советской. По времени переезд библиотеки совпал с периодом кардинальных перемен в стране — началась «перестройка». Наряду с отменой цензуры, раскрытием так называемых «спецфондов», сменой приоритетов в издательской деятельности, возникли трудности, с которыми библиотеки не сталкивались ранее: ослабла связь с библиотеками — методическими центрами, разрушилась система централизованного комплектования фондов, появились новые условия хозяйствования.
Библиотека расположена в Центральном районе города Новосибирска, на пересечении трех улиц, имеет адрес Советская 6, Коммунистическая 34, Свердлова 9.
Здание библиотеки построено для типографии, с конца 1920-х годов принадлежавшей издательству «Советская Сибирь», архитектором считается Т. Я. Бардт (архитекторы реконструкции, придавшей зданию современный облик — Д.М. Агеев и В.С. Логинова).

## История
Библиотека открыта в ноябре 1929 года как «Краевая научная библиотека» при «Сибирском институте народного хозяйства».
В 1937 году — в связи с образованием Новосибирской области библиотека получила статус областной. 

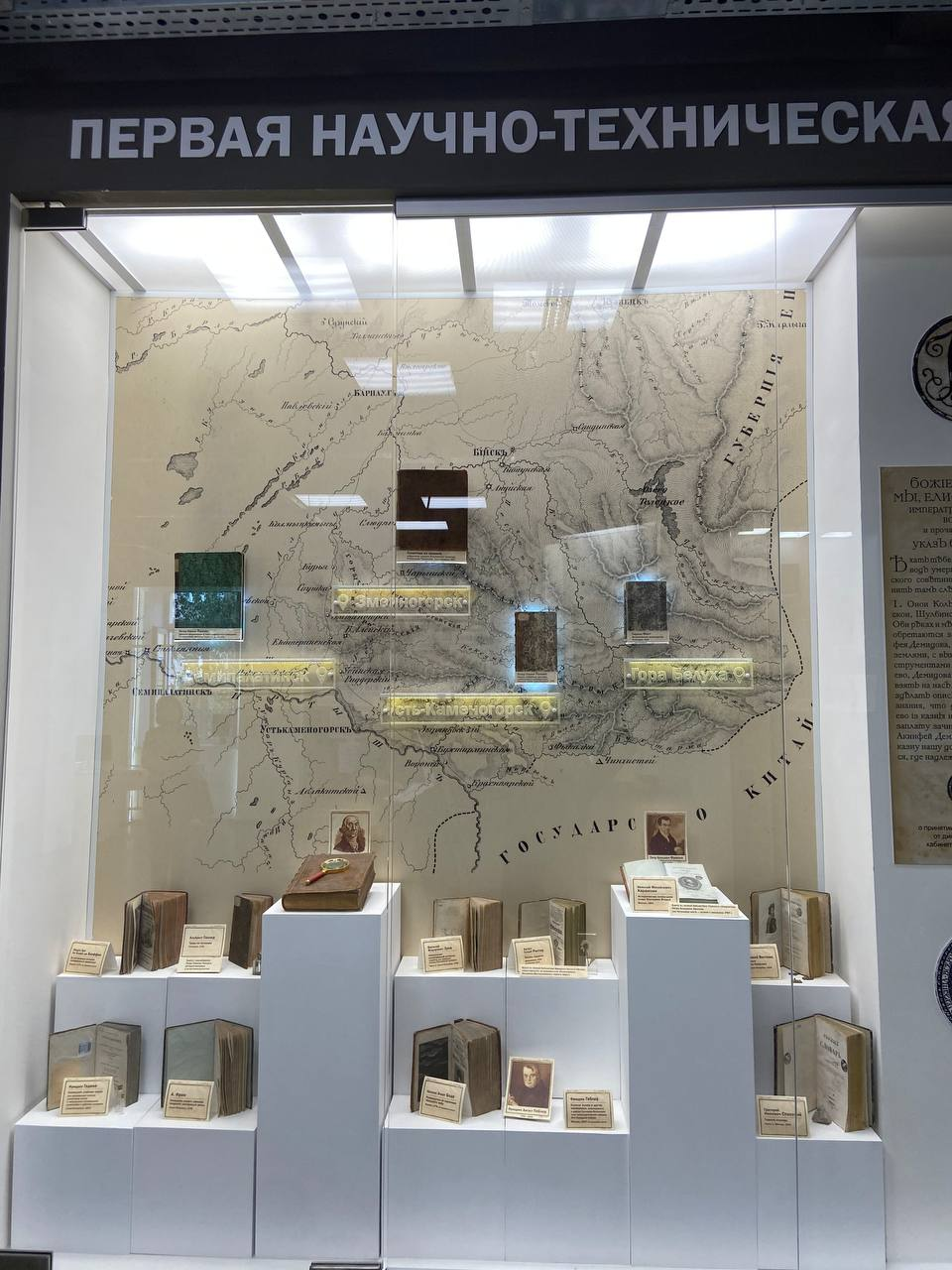
Интерактивный музей книги

Изначально в штате библиотеки числилось всего девять сотрудников, а первым директором стал Пантелеймон Константинович Казаринов. При его участии в Новосибирск была перевезена из Барнаула уникальная коллекция «Библиотека Колывано-Воскресенских заводов». Также Пантелеймон Константинович обратился во все крупнейшие книгохранилища страны с просьбой помочь новой библиотеке с формированием фондов. Просьба нашла отклик – началось интенсивное пополнение книжного фонда из Государственной книжной палаты, библиотеки Академии наук и крупнейших библиотек страны.
В июле 1930 года — с разделением Сибирского края на Западно-Сибирский и Восточно-Сибирский, библиотека получила название «Западно-Сибирская краевая научная библиотека».
В 1937 году — в связи с образованием Новосибирской области библиотека получила статус областной.
В 1931 году — библиотека становится самостоятельным учреждением с собственным бюджетом.
Высокой оценкой достижений библиотеки стало объявление Новосибирска «библиотечной столицей России» – 17–21 мая 2004 г. в городе состоялась IX ежегодная конференция РБА, организованная Новосибирским библиотечным обществом совместно с областной библиотекой.
На сегодня НГОНБ является центральной государственной библиотекой Новосибирской области, региональным центром по работе с книжными памятниками, крупнейшим информационным, культурным и научно-методическим центром. Книжный фонд библиотеки составляет 1,2 мил единиц хранения.
На сегодняшний день НГОНБ занимает одно из лидирующих мест в развитии библиотечного дела всего Сибирского региона. Новосибирская областная – это ведущая универсальная библиотека области со статусом центральной государственной библиотеки субъекта федерации, именно здесь реализовано право получения и хранения обязательного экземпляра документов, издаваемых на территории области.

## Руководство
Первым директором стал Пантелеймон Константинович Казаринов.
Коллектив, возглавляемый Львом Ерухимовичем Левинсоном, обеспечивал литературой ученых, специалистов в помощь перестройке производства на военный лад, ускорению пуска эвакуированных заводов, обслуживая призывные пункты, воинские и санитарные поезда, госпитали.
В библиотеке проводили литературно-художественные вечера и концерты режиссеры, актеры, искусствоведы, литераторы: И. И. Соллертинский, Р. Симонов, Н. Черкасов, Е. Мравинский, С. Образцов.
Подводя итоги работы библиотеки в годы войны, газета «Советская Сибирь» писала: «Новосибирская область может и должна гордиться своей областной библиотекой, богатством накопленных в ней книг и той большой ролью, которую эти книги играют в условиях военного времени. Военная обстановка как нельзя лучше проверила способность нашей библиотеки служить своей Родине, фронту, тылу. Эту проверку библиотека выдержала с честью, широко развернув работу с книгой в условиях военного времени».
В 1971 году — библиотеку возглавила Бредихина Нэлина Александровна.
С 2007 года — библиотекой руководит Светлана Антоновна Тарасова.

## Фонд библиотеки
При открытии библиотеки в 1929 году основным фондом стали научные библиотеки «Общества по изучению Сибири и её производительных сил», из Барнаула «Библиотека Колывано-Воскресенских заводов», книги из распределителя Главнауки, фонда исторического музея, «Делового клуба» Новосибирска.
С 1920 по 1931 года — формировался фонд за счёт «Сибирской книжной палаты», библиотека получала все книжные продукции РСФСР. 

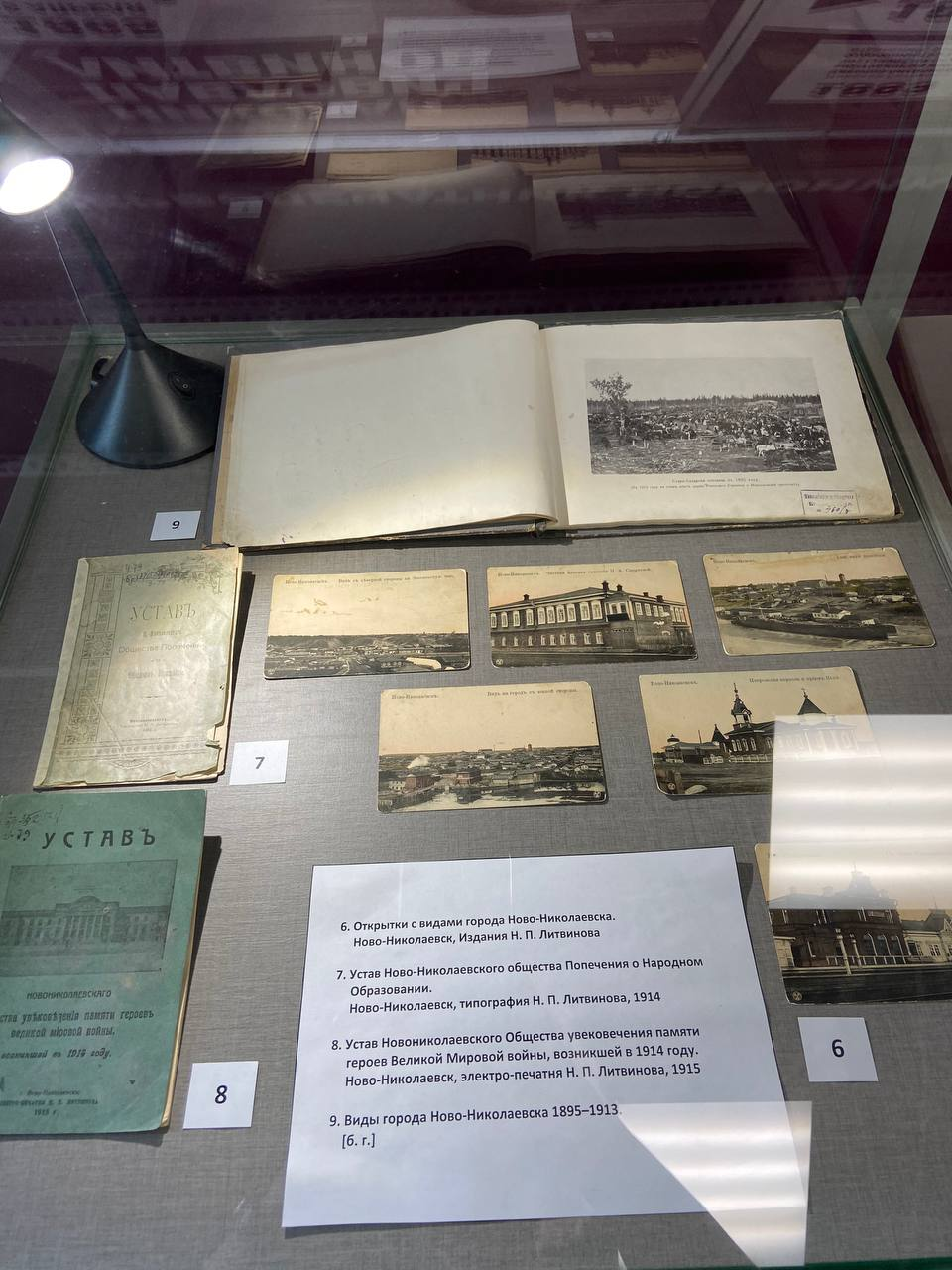
Фонды интерактивного музея книги

В 1931 году — в фонд библиотеки пополнился книгами и периодических изданий из библиотек Москвы, Ленинграда, Омска, Томска, фонд увеличился на 37 тыс., 18 тыс. книг поступило из частных коллекций, общее количество насчитывало 113 тыс. томов. 

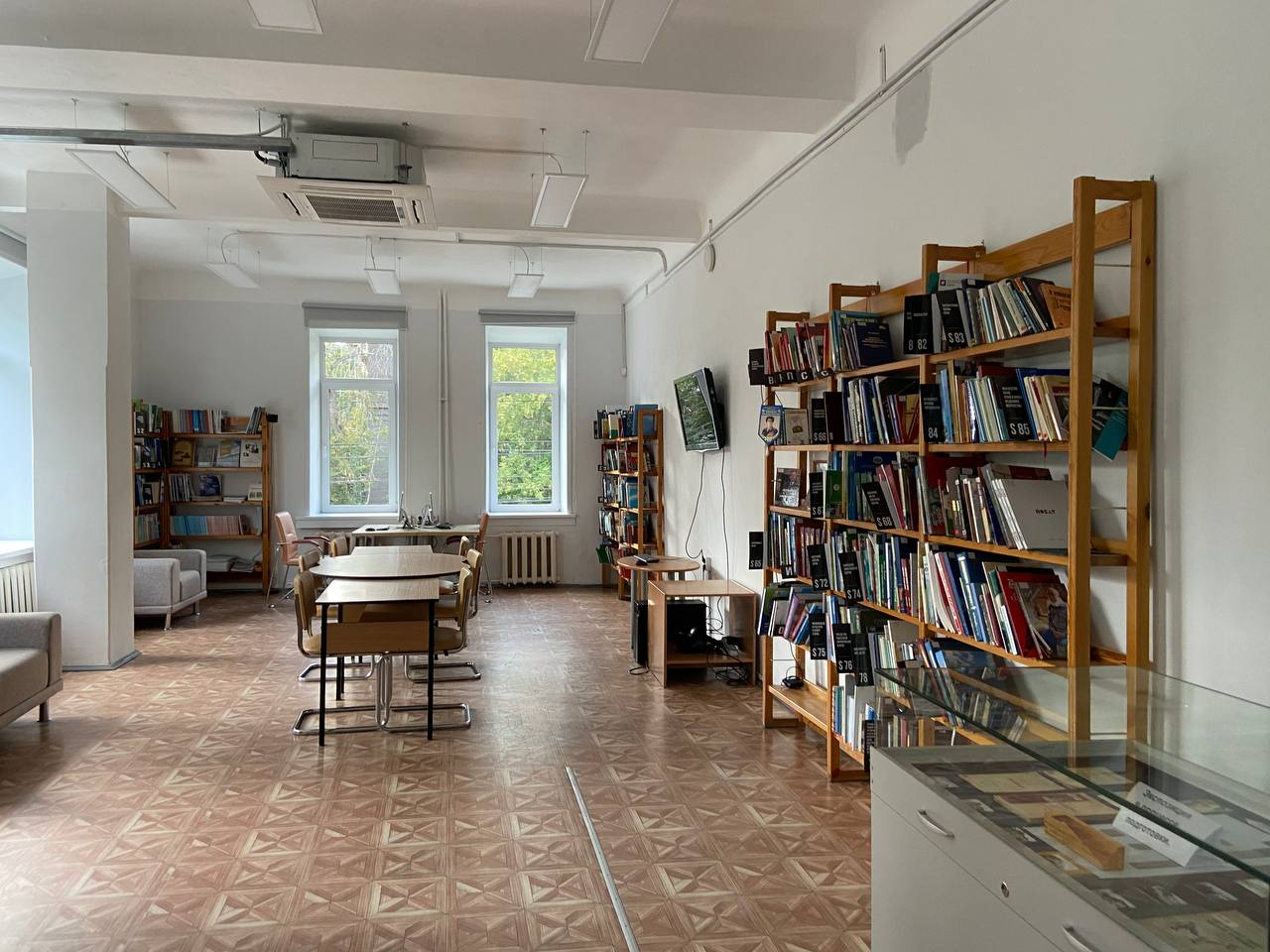
Отдел краеведения

В 1932 году — фонд пополняется местными изданиями Сибири.
В 1941 году — фонд библиотеки составляет 475 тыс.
Библиотека является центральной государственной библиотекой Новосибирской области, региональным центром по работе с книжными памятниками, крупнейшим информационным, культурным и научно-методическим центром.
В начале Великой Отечественной войны в Новосибирск были эвакуированы крупные оборонные заводы, важные научные и культурно-просветительские учреждения (Ленинградский драматический театр им. Пушкина, «Новый ТЮЗ», Ленинградская государственная филармония и др.) и отдельные граждане, что сказалось на составе читателей и на работе библиотеки.
В 1950 году — получены дополнительные площади по адресу Красный проспект, 26 (Новосибирская областная юношеская библиотека), что позволило библиотеке открыть ряд новых отделов: отдел музыкально-нотной литературы, читальный зал периодики, городской абонемент.
В пятидесятые годы библиотека выступила инициатором координации библиографической деятельности библиотек Западной Сибири. Это положило началу зональному объединению библиотек по краеведческой библиографии, что позволило издать такие краеведческие библиографические пособия, как «Периодика Западной Сибири», «Литература о Западной Сибири» и др. И в последующие годы библиотека совершенствует обслуживание читателей: открывает отдел обслуживания работников сельского хозяйства, патентно-технический отдел, организует обменно-резервный фонд, фонотеку с залом прослушивания, укрупняет научно-методический отдел.
Библиотека является хранилищем уникальной краеведческой, исторической литературы, и всё это требует создания достойных условий хранения, а также возможности восстановления книгоизданий.
Книжный фонд библиотеки составляет свыше 1,2 мил единиц хранения.

## Направления работы библиотеки
В Библиотеке постоянно проводились массовые мероприятиями, проводимые эвакуированными в Новосибирск творческими работниками, которые составляли артисты театра им. А. С. Пушкина , Ленинградской филармонии.
На современном этапе в деятельность учреждения успешно внедряются новые форматы обслуживания пользователей и новые информационные технологии.
Совместно с ГПНТБ СО РАН и Новосибирской областной юношеской библиотекой была разработана и внедрена на территории города и области уникальная технология – «Единый читательский билет», которая сейчас доступна и на электронной платформе «ЧИТАЮ365.РФ». 

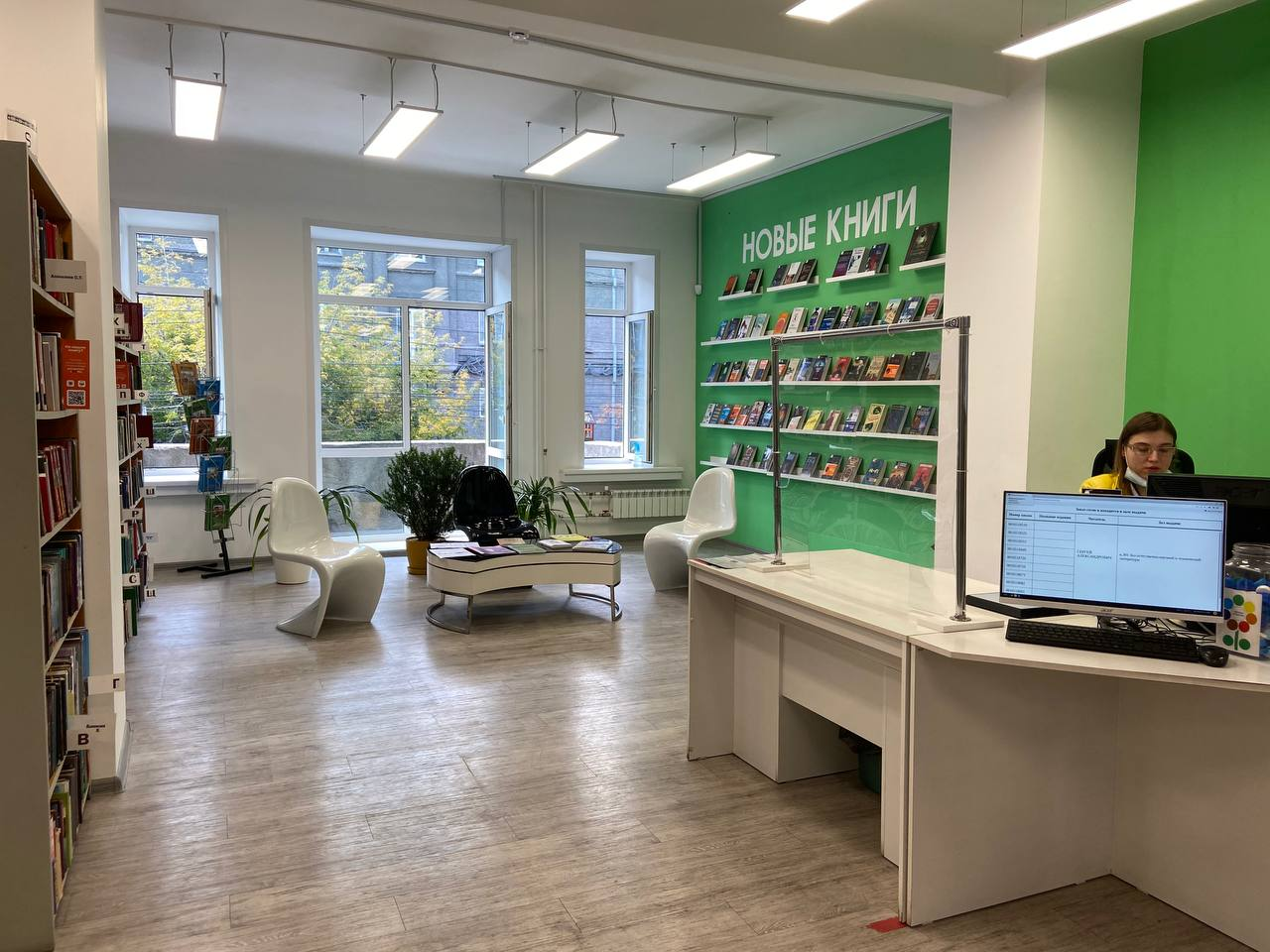

В работу библиотеки внедряются электронные технологии предоставления услуг: весь книжный фонд отражен в электронном каталоге, постоянно пополняется «Электронная библиотека НГОНБ», обеспечивая пользователям возможность работы с полнотекстовыми электронными документами в режиме 24/7. Удалённое информационно-библиографическое обслуживание возможно на сайте библиотеки в разделе «Спроси библиографа» или на «Новосибирском краеведческом портале».
В Областной научной успешно работает региональный центр национальной библиотеки России «Президентская библиотека им. Б. Н. Ельцина» (г. Санкт-Петербург), обеспечивающий доступ в электронной среде к национальному культурному и историческому наследию. Доступ всех читателей к электронным ресурсам библиотек России возможен и благодаря участию НГОНБ в масштабном всероссийском проекте – «Национальная электронная библиотека» (НЭБ).
Одно из приоритетных направлений деятельности Библиотеки – повышение интереса к книге и развитие культуры чтения. Для реализации этого направления деятельности традиционно проводятся масштабные социокультурные мероприятия и просветительские акции, такие как:
- Международный фестиваль «Книжная Сибирь»
- Всероссийский литературный фестиваль «Белое пятно»
- Всероссийские акции «Библионочь»
- «Ночь искусств»
- «Дарите книги с любовью»[6]
- «Люди как книги»
- «Час чтения»
- «Библиотека на траве».

Некоторые из представленных библиотекой проектов получили признание на международном и российском уровне:
- проект «Час чтения» вошёл в число лучших инициатив всероссийского конкурса «Доброволец России-2018»[7]
- проект «Библиотека на траве» в 2018 году вошёл в топ-10 лучших мировых проектов по библиотечному маркетингу международной премии ИФЛА.Арт-платформа Дом Да Винчи

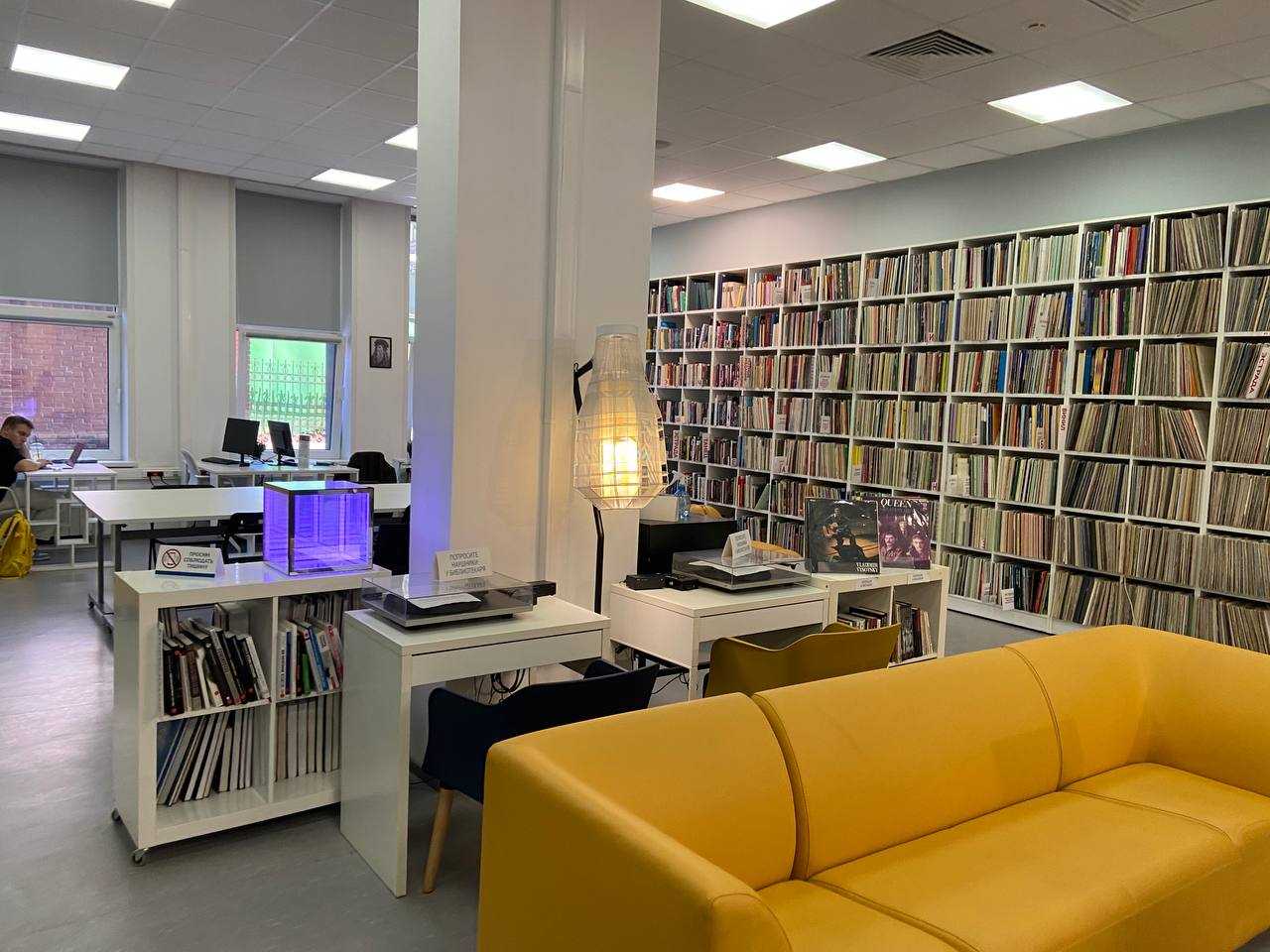
Арт-платформа Дом Да Винчи

На протяжении многих лет на базе НГОНБ работают множество творческих объединений и клубов:
- культурный центр «Дом Цветаевой»;
- литературная гостиная Союза журналистов Новосибирской области;
- литературное объединение «Созвездие»;
- литературное объединение «Молодость»;
- литературное объединение «Земля Сибирская»;
- историко-литературный клуб «Эленарда»;
- литературные и разговорные клубы на иностранных языках.

Библиотека находится в активном поиске новых форматов работы с читателями, открыты и действуют:
- «Интерактивный Музей Книги» — стал победителем Конкурса о внесении в «Золотую книгу культуры Новосибирской области» в номинации «Проект года»
- «Библиотечный лофт»
- «Книжный шкаф»
- Первый в Сибири «Библиотечный музей виртуальной реальности»[8]
- Международный ресурсный центр культурных и образовательных инициатив «Дом да Винчи»[9]
- Разработано мобильное приложение «Городская Сова»[5]
- Разработан виртуальный аудиогид «Сова говорит…»[5]

Развивается международное сотрудничество – библиотека на протяжении многих лет остается надежным партнером зарубежных представительств в регионе:
- Немецкого культурного центра им. Гёте[10]
- Альянс Франсез-Новосибирск
- Институт Конфуция

В сотрудничестве с зарубежными культурными представительствами Библиотека ежегодно реализует выставочные, культурно-образовательные проекты, визиты зарубежных писателей и деятелей культуры в Новосибирск.